# Africactenus guineensis
Africactenus guineensis är en spindelart som först beskrevs av Simon 1897.  Africactenus guineensis ingår i släktet Africactenus och familjen Ctenidae.
Artens utbredningsområde är Sierra Leone. Inga underarter finns listade i Catalogue of Life.